# Carvaka sinuata
Carvaka sinuata är en insektsart som beskrevs av Chandrasekhara A. Viraktamath 1998. Carvaka sinuata ingår i släktet Carvaka och familjen dvärgstritar. Inga underarter finns listade i Catalogue of Life.